# Podnoszenie ciężarów na Igrzyskach Panamerykańskich 2003
Podnoszenie ciężarów na Igrzyskach Panamerykańskich 2003 odbywało się w dniach 12 - 16 sierpnia w Santo Domingo. Rozegrano osiem konkurencji dla mężczyzn i siedem dla kobiet.

## Podsumowanie

### Klasyfikacja medalowa
| Miejsce | państwo           | Złoto | Srebro | Brąz | Razem |
| ------- | ----------------- | ----- | ------ | ---- | ----- |
| 1       | Kolumbia          | 7     | 1      | 3    | 11    |
| 2       | Wenezuela         | 2     | 2      | 5    | 9     |
| 3       | Ekwador           | 2     | 1      | 0    | 3     |
| 4       | Stany Zjednoczone | 2     | 0      | 0    | 2     |
| 5       | Dominikana        | 1     | 3      | 4    | 8     |
| 6       | Kuba              | 1     | 3      | 1    | 6     |
| 7       | Argentyna         | 0     | 2      | 0    | 2     |
| 8       | Meksyk            | 0     | 1      | 1    | 2     |
| 9       | Salwador          | 0     | 1      | 0    | 1     |
| 9       | Chile             | 0     | 1      | 0    | 1     |
| 11      | Honduras          | 0     | 0      | 1    | 1     |

### Medaliści

#### Mężczyźni
| Konkurencja | 1. miejsce         | 2. miejsce         | 3. miejsce          |
| Mężczyźni   | Mężczyźni          | Mężczyźni          | Mężczyźni           |
| ----------- | ------------------ | ------------------ | ------------------- |
| 56 kg       | Nelson Castro      | Tomas Aquino       | Davíd Mendoza       |
| 62 kg       | Diego Salazar      | Vladimir Rodríguez | Israel José Rubio   |
| 69 kg       | Yordanis Borrero   | Amílcar Pernia     | Aristóteles Fuentes |
| 77 kg       | Chad Vaughn        | Ferney Manzano     | Octavio Mejías      |
| 85 kg       | Héctor Ballesteros | Yoandry Hernández  | José Oliver Ruíz    |
| 94 kg       | Julio Luna         | Darío Lecman       | Jairo Cossio        |
| 105 kg      | Boris Burov        | Michel Batista     | William Solís       |
| +105 kg     | Hidelgar Morillo   | Cristián Escalante | Plaiter Reyes       |

#### Kobiety
| Konkurencja | 1. miejsce        | 2. miejsce             | 3. miejsce       |
| Kobiety     | Kobiety           | Kobiety                | Kobiety          |
| ----------- | ----------------- | ---------------------- | ---------------- |
| 48 kg       | Tara Nott         | Guillermina Candelario | Remigia Arcila   |
| 53 kg       | Mabel Mosquera    | Yuderqui Contreras     | Wendy Amparo     |
| 58 kg       | Alexandra Escobar | Soraya Jiménez         | Gretty Lugo      |
| 63 kg       | Ubaldina Valoyes  | Solenny Villasmil      | Luz Acosta       |
| 69 kg       | Tulia Medina      | Eva Dimas              | Miosotis Heredia |
| 75 kg       | Wanda Rijo        | Nora Koppel            | Raquel López     |
| +75 kg      | Carmenza Delgado  | Oliba Nieve            | María Carvajal   |